# Francis Alÿs
Francis Alÿs (Amberes, 1959) es un artista belga que reside en México. Su trabajo surge del espacio interdisciplinario que comparten el arte, la arquitectura y las prácticas sociales. En 1986 dejó atrás su profesión como arquitecto y se reubicó en la Ciudad de México. Desde entonces ha creado arte performático y un cuerpo de obra diverso, que explora tensiones urbanas y geopolíticas. Sus obras examinan la tensión entre política y poética, acciones individuales e impotencia, por medio de una amplia gama de técnicas que van desde la pintura hasta el performance. Alÿs con frecuencia representa paseos –o caminatas que se resisten a ser sometidas por el espacio común. Las repeticiones cíclicas y las mecánicas de progresión y regresión, también comunican el carácter de las acciones de Alÿs y su mitología (en su trabajo suele contrastar el tiempo geológico y el tecnológico a través de prácticas sociales y “land-based” que examinan la memoria individual y la mitología colectiva). En ocasiones Alÿs ha utilizado el rumor como herramienta artística, diseminando obras efímeras, basadas en la práctica, de boca en boca y por medio de la narración de cuentos.

## Trabajo
El cuerpo de obra de Alÿs abarca múltiples técnicas. Mientras que en los primeros años el propio artista protagonizaba la mayoría de sus acciones, en la última década los niños se han convertido en los principales protagonistas de sus proyectos. Estas acciones públicas son documentadas en video, instalaciones, pinturas y dibujos. A lo largo de su práctica, Francis Alÿs ha dirigido sistemáticamente su distintiva poética y su ingeniosa sensibilidad hacia cuestiones antropológicas y geopolíticas centradas en observaciones de –y entrelazadas con– la vida diaria, que él mismo ha descrito como “una suerte de argumento discursivo compuesto por episodios, metáforas o parábolas”.

### Acciones
Gran parte de sus obras implican una observación aguda y el registro del tejido social, cultural y económico de sitios específicos, y comúnmente suceden durante caminatas en áreas urbanas. En relación con el acto de caminar como modus operandi principal de su práctica, en su primera acción The Collector (1991), el artista arrastró un pequeño perro magnético con ruedas por las calles de la Ciudad de México para recolectar cualquier residuo metálico que se atravesara por su camino. En Fairy Tales (1995), realizó un paseo mientras el suéter que llevaba puesto se desintegraba, dejando a su paso un sendero sin fin de hilo azul. También en 1995, Alÿs realizó una acción en Sao Paulo llamada The Leak, en la que trazó en su camino una línea azul con un bote que chorreaba pintura. Aunque la acción se desarrolla en el ruidoso ambiente de un barrio popular, empieza y concluye en el cubo blanco de una galería de arte. Esta acción se repitió en 2004, cuando Alÿs trazó una línea de pintura verde siguiendo la frontera de alto al fuego de 1948 en Jerusalén, conocida como la “línea verde”. El fondo de la lata estaba perforado con un pequeño orificio para que la pintura fuera goteando en el suelo en una línea continua y serpenteante mientras caminaba.
Paradox of Praxis 1 (Sometimes Making Something Leads to Nothing) documenta una acción de 1997 realizada en las calles de la Ciudad de México. En la película se observa una tarea simple y aparentemente inútil: un gran bloque de hielo es empujado por las calles de la ciudad durante nueve horas hasta que se derrite por completo en un charco de agua. 
The Rehearsal (1999) consiste en una toma estática de 30 minutos de un VW Beetle rojo que recorre la cuesta de un camino de tierra en un barrio de Tijuana mientras el espectador escucha a músicos ensayando una canción. Cada vez que dejan de tocar, el auto rueda hacia a atrás por la pendiente, como si se hubiera quedado sin gasolina, y cuando la música comienza de nuevo, el auto asciende una vez más.
En Tornado (2000-2010), secuencias consecutivas muestran a Alÿs persiguiendo enormes remolinos de polvo que se levantan en la temporada anual de sequía del centro de México. Sobre la pieza, Kara L. Rooney escribe en The Brooklyn Rail: “Mirar esa delgada figura corriendo en dirección a los tornados es al mismo tiempo ridículo y perturbador –hilarantes cualidades que muy pronto dan paso a la gravitas mientras el artista se introduce físicamente en el ojo de la tormenta. Dentro, el caos reina y Alÿs, desprotegido excepto por su cámara de mano, es envuelto y golpeteado por pedazos voladores de arena, polvo y tierra.”
En una de sus obras más conocidas, When Faith Moves Mountains (2002), Alÿs reclutó a 500 voluntarios del distrito Ventanilla, en las afueras de Lima, Perú. Los participantes fueron equipados con palas, y formando una sola línea, fueron moviéndolas llenas de arena por los 500 metros de largo de una duna, recorriéndola algunas pulgadas de su posición original. El crítico de arte Jean Fisher escribe que “un evento artístico radical, precipita una crisis de significado o, mejor dicho, expone el vacío de significado medular de una situación social dada, que es su verdad.”
Entre 2004 y 2005, Alÿs colaboró con Artangel en diferentes proyectos agrupados bajo el título de Seven Walks. En uno de ellos, The Nightwatch (2004), un zorro salvaje llamado Bandit fue liberado en la National Portrait Gallery (enlace roto disponible en Internet Archive; véase el historial, la primera versión y la última). en Londres, mientras que las cámaras de seguridad del museo grababan sus trayectos errantes.
En Don’t Cross the Bridge Before You Get to the River (2008), una línea de niños con barquitos hechos de zapatos abandonan Europa y se dirigen hacia Marruecos, mientras que otra línea de niños también con barquitos abandonan África y se dirigen hacia España. Ambas líneas eventualmente se encuentran en el horizonte. Como en muchos de los videos de Alÿs, sus colaboradores fueron Rafael Ortega, Julien Devaux, Felix Blume e Iván Boccara.
En Manifiesta 10 en San Petersburgo, Alÿs participó con Lada Kopeika Project (2014), un “road trip” que termina con un automóvil Lada impactándose en un árbol del patio central del Hermintage. The Silence of Ani fue realizado en 2015 con un grupo de adolescentes de Kars, Turquía. La acción se desarrolla en la frontera turca-armenia actual, ubicada en la alguna vez Ciudad de Ani de Armenia, que después de siglos consecutivos de invasiones y saqueos, se encuentra en un estado de abandono y decadencia absolutos. Alÿs repartió entre los jóvenes señuelos diseñados para imitar pájaros, y escondidos entre las ruinas, se llamaron con los silbatos para crear la ilusión de que la ciudad volvía a tener vida.

## Pintura
“Durante mis años de universidad en Italia estuve profundamente hechizado por la pintura prerrenacentista: desde Lorenzetti hasta Fra Angelico. Incluso hasta el día de hoy, mi iconografía es una combinación entre ese imaginario y el lenguaje de rotulistas mexicanos. Esta mezcla me ha permitido encontrar una forma personal de materializar imágenes. Nunca he estado interesado en un estilo pictórico particular. Mis imágenes con frecuencia se resuelven mentalmente –‘se imaginan’– en el momento en el que llegan al lienzo.”
A principio de los noventa, Alÿs colaboró con rotulistas mexicanos para que pintaran versiones ampliadas y más elaboradas, y bajo sus propios gustos, de sus pequeñas pinturas. El nombre genérico de este proyecto fue The Liar, the Copy of the Liar (1997). Su intención era desafiar la idea de originalidad en las obras de arte, hacer más anónimo el proceso de creación y así cuestionar el valor comercial propio de los objetos artísticos.
Las pinturas de la serie Le temps du sommeil comenzaron en 1996 y por lo regular son trabajadas de noche. Presentan escenas oníricas visionarias con pequeños hombres y mujeres de traje actuando en rituales extraños reminiscentes a juegos de niños y experimentos gimnásticos. Muchas de estas imágenes anticipan y recuerdan formas que el artista ha empleado en sus acciones, sin embargo las pinturas conectan también de otras maneras con sus acciones porque las superficies son trabajadas y re-trabajadas. El hecho de que las imágenes nunca son concluidas, sino palimpsestos, sugiere la profunda conexión entre pintura figurativa y arte acción que descansa en el corazón del trabajo de Alÿs.
“Lo que justifica mi recurrencia a la pintura es que es el camino más rápido –o en ocasiones el único– para traducir ciertos escenarios o situaciones que no pueden enunciarse, que no pueden filmarse o representarse. Se trata de entrar en una situación que no podría existir en ningún otro sitio, sólo en el papel o en el lienzo. […] También, la pintura me da un refugio del algunas veces agitado ritmo de las acciones y las producciones de cine, y me permite distanciarme sin perder el contacto con todo ello. [..] Cuando estoy traduciendo en una imagen una película en desarrollo, intento que refleje la intención que hay detrás del argumento en lugar de ilustrar los hechos de la película. Funciona más como una correspondencia, un collar.”

## El proyecto Fabiola
Desde 1994, Alÿs ha coleccionado reproducciones del retrato realizado por Jean-Jacques Henner de Santa Fabiola, mujer patricia romana del siglo IV quien, después de su divorcio y segundas nupcias, hizo tal ferviente penitencia que fue recibida de vuelta en la fe y santificada después de su muerte. A la mitad del siglo XIX, Santa Fabiola recobró popularidad gracias a una novela escrita por el cardenal Nicholas Wiseman. Pintadas por aficionados, Alÿs encuentra estas reproducciones en mercados de pulgas o tiendas de antigüedades de lugares tan variados como México, Chile, Brasil, Holanda, Alemania, Líbano y Rusia. Las pinturas se han dejado en su estado original. La mayoría de los artistas, fechas y lugares de origen de las reproducciones, son desconocidos.
En 1994 se exhibieron por vez primera 24 Fabiolas en Curare: espacio crítico para las artes, en la Ciudad de México. En 1997, 60 de ellas se mostraron en la Whitechapel Art Gallery en Londres. Y entre 2007 y 2018, estuvieron exhibidas en los siguientes lugares: Dia Art Foundation en The Hispanic Society of America, Nueva York; Los Angeles County Museum of Art (LACMA); National Portrait Gallery, Londres; Monasterio de Santo Domingo de Silos, Burgos, España (organizada por el Museo Nacional Centro de Arte Reina Sofía, Madrid); Haus sum Kirschgarten, Basel (organizada por Schaulager); Museo de Arte de Lima; Museo Amparo, Puebla, México; Pinacoteca do Estado de Sao Paulo; Museo de Arte de Zapopan, Guadalajara, México. Las Fabiolas se exhibieron por última vez en la Capilla del fresco bizantino de la colección Menil, en Houston, y desde entonces ha crecido hasta albergar 514 reproducciones del retrato original.

## Proyectos recientes
Invitado inicialmente por dOCUMENTA(13), Alÿs ha viajado en numerosas ocasiones a Afganistán entre 2010 y 2014. En colaboración con Julien Devaux y Ajmal Maiwandi, produjo Reel-Unreel (2011), una película de 20 minutos donde la cámara sigue a dos niños afganos que se encuentran persiguiendo un carrete de película cuesta abajo por las colinas de Kabul. Uno de ellos desenrolla la cinta y hace de guía, mientras que el otro lo sigue, rebobinando la cinta. El título Reel-Unreel alude a la imagen real/irreal de Afganistán diseñada por la prensa occidental: cómo el estilo de vida afgano, junto con su población, han sido gradualmente deshumanizados y, después de décadas en guerra, se han convertido en una ficción occidental. En 2013 se incorporó a las fuerzas armadas del Reino Unido como artista de guerra en la provincia de Helmand (Adrenalotourism, 2013).
A partir de la invitación que recibió de la Ruya Foundation, en Bagdad, para hacer un proyecto en los campos de refugiados yazidíes, entre 2015 y 2020 el principal foco de producción de Alÿs tomó lugar en Irak. Nuevamente como artista de guerra, acompañó a un batallón peshmerga durante la ofensiva kurda para liberar Mosul de la ocupación del estado islámico. En esa región, Alÿs también ha realizado proyectos como Hopscotch (2016), producido en colaboración con el campo de refugiados de Sharya, Duhok, Irak; Color Matching (2016), filmada mientras acompañaba a las fuerzas kurdas como artista de guerra; Salam Tristesse (2018), producida en colaboración con el campo de refugiados de Kabarto, y finalmente Sandlines, el cuento de la historia (2020), largometraje donde los niños de un poblado en las montañas cerca de Mosul, recrean un siglo de historia iraquí, desde el acuerdo secreto Sykes/Picot firmado en 1916, hasta la campaña de terror establecida por el Estado Islámico en 2016. Sandlines se estrenó en 2020 en festivales de cine como Sundance, el International Film Festival Rotterdam, y Ficunam, de la Ciudad de México.

## Exposiciones
El trabajo de Francis Alÿs ha sido un objeto de estudio exhaustivo en exposiciones como A Story of Deception, que de 2010 a 2011 se mostró en el Tate Modern, Londres; Wiels Centre d’Art Contemporain, Bruselas; The Museum of Modern Art, Nueva York y MoMA PS1, Long Island City, Nueva York; o A Story of Negotiation, que viajó entre 2015 y 2017 del Museo Tamayo Arte Contemporáneo, Ciudad de México, al Museo de Arte Latinoamericano de Buenos Aires (MALBA) – Fundación Costantini, Buenos Aires; Museo Nacional de Bellas Artes de La Habana; y la Art Gallery of Ontario, en Toronto.
A lo largo de la última década, ha presentado exhibiciones individuales en espacios como el Rockbund Art Museum (RAM), Shanghái (2018); Art Sonje Center, Seúl (2018); Museum of Contemporary Art, Tokio (también viajó al Hiroshima City Museum of Contemporary Art, ambos en 2013); Irish Museum of Modern Art, Dublín (2010); The Renaissance Society en la University of Chicago (2008); Hammer Museum, Los Ángeles (2007); Hirshhorn Museum and Sculpture Garden, Washington, D.C. (2006); y Portikus, Fráncfort (2006). Alÿs ha participado en la Bienal de Venecia de 1999, 2001, 2007 y 2017, y en el Carnegie International de 2004.
Ha sido galardonado con el premio Blue Orange en 2004, el Vincent Award en 2008, el premio BACA-laureate en 2010, el premio EYE Art & Film del EYE Filmmuseum en 2018. En 2020 ha recibido el Art Icon Award Archivado el 12 de octubre de 2020 en Wayback Machine. otorgado por la Whitechapel Gallery y el Rolf Schock Prize, de la Real Academia Sueca de Artes. 
Francis Alÿs fue seleccionado como representante de Bélgica para el Pabellón de la Bienal de Venecia 2022. Allí se pueden vídeos cortos, filmados desde 2017 en Hong Kong, Congo, Bélgica y México, que indagan en la naturaleza del juego, particularmente infantil. Sin interferir en él, estas piezas buscan desvelar sus reglas no escritas y los mecanismos de complicidad, amistad y compañerismo que genera entre los niños. El visitante puede deambular entre un sinnúmero de pantallas que, a modo de plaza global, proponen un diálogo imaginario entre participantes de todo el mundo. Paralelamente, se muestran una serie de pinturas, realizadas desde los años noventa, en las cuales se despliegan las diferentes visiones que el artista ha dado de muchas de las cuestiones sociales y políticas que aún quedan por contestar en la actualidad.